# 거미입니다만, 문제라도?
거미입니다만, 문제라도?(蜘蛛ですが、なにか?)는 바바 오키나(작가), 키류 츠카사(일러스트)가 원작한 일본의 라이트 노벨 소설 작품이다. 「소설가가 되자」에서 웹 소설로 발간. 2015년 12월 10일부터 카도카와 BOOKS(KADOKAWA)에서 간행.

## 줄거리
분명히 여고생이었을 텐데 정신을 차리고 보니 '나'는 본 적도 없는 곳에서 거미라는 괴물로 전생해버렸다?! 어미 거미의 동족 포식을 피해 도망쳤지만 방황 끝에 도착한 곳은 괴물들의 소굴. 독개구리, 왕뱀, 거대 늑대, 심지어 용까지 설치고 다니는 최악의 던전.
힘없는 조그만 거미인 「나」는 이곳에서 무사히 살아갈 수 있을 것인가……?